# Walter White Jr.
Walter Hartwell White Jr., ps. Flynn – fikcyjna postać z serialu kryminalnego Breaking Bad. Walt Jr., grany przez RJ Mitte’a, jest synem głównego bohatera Waltera White’a i jego żony Skyler. Ma mózgowe porażenie dziecięce objawiające się trudnościami w mówieniu i zaburzeniami kontroli motorycznej, ze związku z tym porusza się o kulach. Jego młodsza siostra to Holly White.

## Koncepcja i kreacja
Walt Jr. jest grany przez RJ Mitte’a i jest synem głównego bohatera Waltera White’a i jego żony Skyler. Zapytany, dlaczego tak dużo czasu spędzanego na ekranie bohatera jest pokazywany w scenach jedzących śniadanie, twórca Vince Gilligan skomentował, że jego „miłość do śniadania rzeczywiście wydaje się nie mieć granic”. Pseudonim Flynna Walta Jr. pochodzi od aktora Errola Flynna. Mitte powiedział, że postać jest bardzo podobna do jego prawdziwego ja, ponieważ są mniej więcej w tym samym wieku, mają ten sam typ nastawienia i „przeważnie lubią być traktowani w ten sam sposób”. Podobnie jak postać, Mitte również ma porażenie mózgowe, ale łagodniejszą odmianę i nie używa kul. Stwierdził, że musiał wycofać się z terapii, aby wcielić się w postać, pozostając do późna w nocy, aby bełkotać swoją mowę i ucząc się chodzić o kulach, aby jego chodzenie nie wyglądało na sztuczne. Czerpał inspirację od ludzi z porażeniem mózgowym, których znał ze szpitala Shriners w Shreveport i nazwał fikcyjną postać Forresta Gumpa jako swoją „reprezentację”. Strona internetowa, którą Walt Jr. tworzy w celu zbierania datków na leczenie jego ojca, również istnieje jako prawdziwa strona internetowa, a od 2013 roku darowizny przekazywane na tę stronę były kierowane do National Cancer Coalition. Gilligan miał plany zabicia Walta Jr. na początku serii, podobnie jak Jesse Pinkman. Mitte powiedział nawet, że sam chciał, aby postać została „pobita na śmierć”. Tworząc historię do El Camino: A Breaking Bad Movie, Gilligan rozważał włączenie Walta Jr., czując, że jego włączenie byłoby świetne, ale ostatecznie zrezygnował z tego pomysłu, ponieważ uważał, że film powinien skupiać się tylko na najważniejszych postaciach w życiu Jessego, którym nie był Walt Jr.

## Odbiór
RJ Mitte’owi zaproponowano rolę Waltera White’a Jr., postaci, która również cierpi na porażenie mózgowe.
Ze związku z zagraną rolą, Gildia Aktorów Ekranowych wskazała Mitte’a jako rzecznika aktorów niepełnosprawnych i przedstawiciel Inclusion in the Arts and Media of Performers with Disabilities, która zatrudnia artystów niepełnosprawnych.
Mitte pojawił się w 2013 roku w teledysku do utworu „Dead Bite” rapcore’owego zespołu Hollywood Undead. Pojawił się także w teledysku do „If I Get High” Nothing But Thieves w 2016 roku. W styczniu 2014 roku rozpoczął powracającą rolę w serialu ABC Family Switched at Birth, wcielając się w Campbella, studenta medycyny sparaliżowanego po wypadku na snowboardzie, który porusza się na wózku inwalidzkim.
17 listopada 2015 roku Mitte został ogłoszony prezenterem w ramach relacji British Channel 4 z Letnich Igrzysk Paraolimpijskich w Rio 2016.

## Nagrody
Podczas gali Media Access Awards 2013 Mitte otrzymał nagrodę SAG-AFTRA Harold Russell Award za rolę Waltera White’a Jr. w serialu oraz nagrodę Gildii Aktorów Ekranowych za Wybitny występ zespołu w serialu dramatycznym w 2013.

## Inne występy
Mitte udzielił głosu Waltowi Jr. w odcinku Robot Chicken zatytułowanym „Food”, w którym komediowo rapuje o rzekomej miłości swojego bohatera do śniadania.